# Badl
Badl ist ein Ort im Mittleren Murtal in Steiermark, Gemeindeteil von Peggau und Ortschaft von Frohnleiten im Bezirk Graz-Umgebung.

## Geographie
Der Weiler Badl liegt auf 420 m ü. A., an der Mündung des Badlbachs in die Mur, links des Flusses, dort, wo die Mur das Frohnleitener Becken verlässt und ihr Durchbruchstal zur weiten Talung bei Peggau-Deutschfeistritz durchfließt. Nördlich, gegen Frohnleiten und schon in weitem Talgrund, liegt als Rotte die Frohnleitner Ortschaft.
Der Ort umfasst in beiden Gemeinden knapp 20 Häuser mit etwa 60 Einwohnern, die meisten in Frohnleiten. Zur Ortschaft in dieser Gemeinde gehören auch die Häuser am Hang oberhalb (Einzellage Bucher).
Der Durchbruch der Mur trennt westliche Grazer Berge und östliche Grazer Berge. Bei Badl liegt westlich der Parmaseggkogel (785 m ü. A.), ein Ausläufer des Kamms vom Sadningkogel, der Murtal und Übelbachtal trennt, direkt beim Ort liegt der Kugelstein. Östlich der Mur sind der Bloderkogel (816 m ü. A.), ein Vorberg der Tanneben südlich und Lammkogel (759 m ü. A.) nördlich des Badlgrabens, wo jeweils die Höhenorte Pfannberg und Schönegg liegen.
Nachbarorte- und ortschaften
| Schrauding (Gem. Frohnleiten)               | Pfannberg (Gem. Frohnleiten)                | Schönegg (Gem. Semriach) |
| Reising (Ortsch. Adriach, Gem. Frohnleiten) | Kompassrose, die auf Nachbargemeinden zeigt | Pöllau (Gem. Semriach)   |
| Zitoll (Gem. Deutschfeistritz)              | Mautbichl (Gem. Peggau)ObertrummPeggau      |                          |

## Geschichte und Sehenswürdigkeiten
Der kleine Ort hat etliche Sehenswürdigkeiten, die seine Lage als Ort des Verkehrsgeschehens seit Urzeiten dokumentieren:

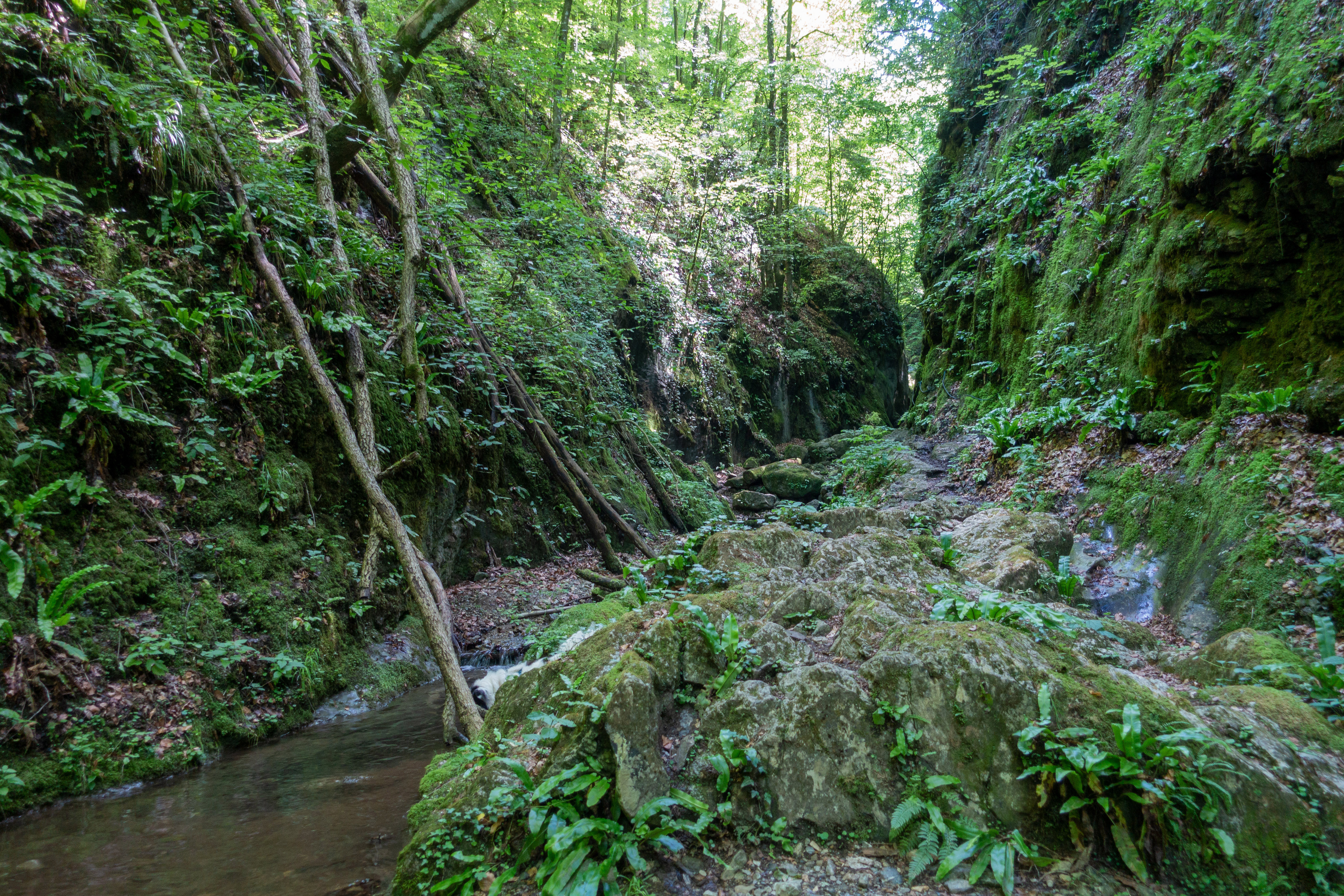
Badlgraben im Frühsommer

Im Badlgraben liegen zwei bedeutende Höhlen, die Badlhöhle und die Repolusthöhle, beides Fundorte frühzeitlicher Besiedlung, die zweitere ist mit 300.000 Jahre alten Feuerspuren der älteste bekannte Fundort Österreichs. Taleinwärts folgt dann noch die Semriacher Lurgrotte, die aber nicht so eindrucksvoll ist wie die (Peggauer) Lurgrotte, die größte aktive Wasserhöhle Österreichs – die Semriacher Höhle ist die Eintrittshöhle des Lurbachs, der bei Peggau wieder austritt. Gegen Peggau hin liegt noch die Steinbockhöhle. Das karsthöhlenreiche Gebiet gehört nicht zu den Kalkalpen, sondern zum Schöcklkalk des viel älteren Grazer Paläozoikums, der mit den kristallinen Zentralalpen aufgeworfen wurde. Oberhalb der Badlhöhle beginnt das Landschaftsschutzgebiet Peggauer Wand–Lurgrotte (LSG 42).
Auf der rechten Murseite liegt in der Ortschaft Adriach die denkmalgeschützte Römerbrücke und ein paar hundert Meter Altweg (Römerweg, siehe Denkmalliste). Brücke wie Trasse sind tatsächlich römisch, datieren in das 2. bis 3. nachchristliche Jahrhundert und waren Teil der wichtigen Handelsstraße von Flavia Solva nordwärts.

Gegen Peggau hin, schon am Mautbichl, befindet sich die mittelalterliche Wehranlage Badl (Turmhügel, siehe Denkmalliste), die Wacht des Badler Engtales.
Bei der Römerbrücke liegt auch das Nördliche Stollenportal (siehe Denkmalliste) des Mur-Überleitungsstollens zum Kraftwerk Peggau-Deutschfeistritz, ein Industriedenkmal der 1900er Jahre.
Bedeutendstes Baudenkmal ist die 360 Meter lange Badlwandgalerie der Österreichischen Südbahn Wien-Triest von 1845.
Als 1966 die Bahn auf andere Ufer verlegt wurde, diente sie als Galerie der Bundesstraße. Seit 1978 ist sie gesperrt und weitgehend eingebrochen.

Beim Ort Badl liegt die Ferdinands-Gedächtniskapelle, anlässlich des Bahnbaus errichtet – 41 Arbeiter waren beim Galeriebau verunglückt.

## Bevölkerung
Die Tabelle zeigt die Bevölkerungsveränderung der Ortschaft Badl in Frohnleiten.
| Ortschaft | 15.05.2001 | 31.10.2011 | 01.01.2015 |
| --------- | ---------- | ---------- | ---------- |
| Badl      | 64         | 72         | 72         |

## Verkehr und Tourismus
Badl liegt direkt an der Bundesstraße Graz – Bruck an der Mur, der B 335 Brucker Ersatzstraße, die über Jahrzehnte Teil der berüchtigten Gastarbeiterroute war. Seit der Fertigstellung der Brucker Schnellstraße S 35 ist hier weitgehend Ruhe eingekehrt. Der Ort hat eine eigene Anschlussstelle an die Schnellstraße, die auch als Zufahrt Peggau-Nord verwendet wird.
Wichtigste touristische Attraktion ist der Golfplatz Murhof am rechten Murufer.
Vom Ort führt ein Wanderweg durch den Badlgraben an den Höhlen vorbei nach Pöllau und Schönegg, wo das ganze leichte Wandergebiet der Grazer Berge bis zum Hochtrötsch (1239 m) erreichbar ist. Dieser Weg ist Teil des Grazer Umland-Wegs (GUW), der bei Badl die Mur quert und als Höhenweg über dem Übelbachtal nordwärts führt. Eine Nebenroute führt die Mur abwärts nach Deutschfeistritz, das am Feistritzer Kirchberg erreicht wird.

## Söhne und Töchter
- Anton Repolust (* 1877, † im Ersten Weltkrieg), Bergknappe, Entdecker der Repolusthöhle